# John Wycliffe
John Wycliffe, també escrit Wyclif, Wickliffe, i altres variants  (Hipswell, Yorkshire, prop 1320 - Lutterworth, Leicestershire, 31 desembre 1384) va ser un filòsof, teòleg i traductor bíblic anglès, reformador, sacerdot catòlic i professor de seminari a la Universitat d'Oxford. Va fundar el moviment que es coneix com a Lolards o Wycliffisme i és considerat per molts autors com el pare espiritual dels hussites i, en última instància, dels protestants. Wycliffe va qüestionar l'estatus privilegiat del clergat, que havia reforçat el seu poderós paper a Anglaterra, i el luxe i la pompa de les parròquies locals i les seves cerimònies.
Wycliffe es va inclinar, decididament, pel realisme contra el nominalisme, en un debat molt acalorat en el qual defensava la volta a la Bíblia i a l'agustinisme. Diu que el veritable i autèntic poder està en les Sagrades Escriptures (la Bíblia), i no en l'Església. Aquesta és la teoria del «bíblic», on hi ha la salvació, la revelació i l'autoritat, de manera que la salvació ve directament de Déu, sense intermediaris, i solament ressaltant el valor únic de la Bíblia, com a font única de poder. No jutja a l'Església, sinó que, de forma innovadora, anteposa directament l'autoritat suprema de la Bíblia a l'eclesiàstica, com a revelació divina.
Wycliffe va defensar la traducció de la Bíblia al vernacle comú. Segons la tradició, es diu que Wycliffe va completar una traducció directa de la Vulgata a l'anglès mitjà, una versió coneguda ara com la Bíblia de Wycliffe. Tot i que és probable que traduís personalment els evangelis de Mateu, Marc, Lluc i Joan, és possible que traduís tot el Nou Testament. En qualsevol cas, se suposa que els seus col·laboradors van traduir l'Antic Testament. La Bíblia de Wycliffe sembla haver estat completada abans de 1384 amb versions actualitzades addicionals realitzades per l'assistent de Wycliffe, John Purvey, i altres, el 1388 i el 1395. Més recentment, els historiadors del moviment Wycliffite han suggerit que Wycliffe tenia, com a molt, un paper menor en les traduccions reals.
Els seguidors posteriors de Wycliffe, anomenats despectivament lollards pels seus contemporanis ortodoxos als segles XV i XVI, van adoptar moltes de les creences atribuïdes a Wycliffe, com ara les virtuts teològiques, la predestinació, la iconoclàstia i la noció de cesaropapisme, mentre qüestionaven la veneració dels sagraments, les misses de rèquiem, la transsubstanciació, el monaquisme i la legitimitat del papat. Igual que els valdesos, els hussites i els amics de Déu, el moviment Lollard va anticipar d'alguna manera la Reforma Protestant. En conseqüència, Wycliffe es va caracteritzar com l'«estrella del vespre» de l'escolàstica i com l'estrella del matí o stella matutina de la Reforma anglesa, un epítet concedit per primera vegada al teòleg per l'historiador i polèmic del segle XVI John Bale al seu Illustrium maioris britanniae scriptorum (Wesel, 1548).
Els escrits de Wycliffe en llatí van influir molt en la filosofia i l'ensenyament del reformador txec Jan Hus (c. 1369–1415), l'execució del qual el 1415 va provocar una revolta i va provocar les guerres hussites de 1419–1434.

## Biografia

### Primers anys de vida
Wycliffe va néixer al poble de Hipswell, prop de Richmond, al nord de Yorkshire, Anglaterra, cap a la dècada de 1320. Se li ha donat convencionalment una data de naixement de 1324, però l'estat de Hudson i Kenny només «suggereixen que va néixer a mitjans de la dècada de 1320». Conti afirma que va néixer «abans de 1331».
Wycliffe va rebre la seva primera educació prop de casa seva. Es desconeix quan va arribar per primera vegada a Oxford, amb la qual va estar tan estretament vinculat fins al final de la seva vida, però se sap que va ser a Oxford cap al 1345. Thomas Bradwardine va ser l'arquebisbe de Canterbury, i el seu llibre On the Cause of God against the Pelagians, una audaç recuperació de la doctrina de la gràcia paulina-agustina, modelaria en gran manera les opinions del jove Wycliffe, igual que la Pesta Negra que va arribar a Anglaterra l'estiu de 1348. A partir de les seves referències freqüents a la seva vida posterior, sembla que li va causar una impressió profunda i permanent. Segons Robert Vaughn, l'efecte va ser donar a Wycliffe «opinions molt ombrívoles pel que fa a la condició i les perspectives de la raça humana». Wycliffe hauria estat a Oxford durant el motí del dia de Santa Escolàstica en què van morir seixanta-tres estudiants i una sèrie de gent del poble.

### Carrera en educació
Wycliffe va completar la seva llicenciatura en arts al Merton College com a becari júnior el 1356. Aquest mateix any va produir un petit tractat, L'última edat de l'Església. A la llum de la virulència de la pesta que havia desaparegut set anys abans, els estudis de Wycliffe el van portar a pensar que el final del segle XIV marcaria la fi del món. Mentre que altres escriptors van veure la plaga com el judici de Déu sobre les persones pecadores, Wycliffe la va veure com una acusació a un clergat indigne. La taxa de mortalitat entre el clergat havia estat particularment alta, i els qui els substituïen eren, segons la seva opinió, sense educació o en general de mala reputació.
Va ser mestre del Balliol College el 1361. Aquest mateix any, va ser presentat pel col·legi a la parròquia de Fillingham a Lincolnshire, que va visitar rarament durant les llargues vacances des d'Oxford. Per això va haver de renunciar a la direcció del Balliol College, tot i que va poder continuar vivint a Oxford. Es diu que tenia habitacions als edificis del Queen's College. El 1362 se li va concedir una prebenda a Aust a Westbury-on-Trym, que va ocupar a més del càrrec a Fillingham.
La seva actuació va portar a Simon Islip, arquebisbe de Canterbury, a situar-lo el 1365 al capdavant del Canterbury Hall, on dotze joves es preparaven per al sacerdoci. El desembre de 1365 Islip va nomenar Wycliffe com a alcalde, però quan Islip va morir l'any següent el seu successor, Simon Langham, un home de formació monàstica, va cedir la direcció del col·legi a un monjo. El 1367 Wycliffe va apel·lar a Roma. El 1371 es va decidir l'apel·lació de Wycliffe i el resultat li va ser desfavorable. L'incident va ser típic de la rivalitat contínua entre monjos i clergues seculars a Oxford en aquesta època.
El 1368, va abandonar la vida a Fillingham i es va fer càrrec de la rectoria de Ludgershall, Buckinghamshire, no gaire lluny d'Oxford, la qual cosa li va permetre mantenir la seva connexió amb la universitat. La tradició diu que va començar la seva traducció de la Bíblia a l'anglès mentre estava assegut en una habitació sobre el que ara és el porxo de l'església de Ludgershall. El 1369 Wycliffe va obtenir una llicenciatura en teologia, i el seu doctorat el 1372. El 1374, va rebre la corona viva de l'església de Santa Maria, Lutterworth a Leicestershire, que va conservar fins a la seva mort.

### Política

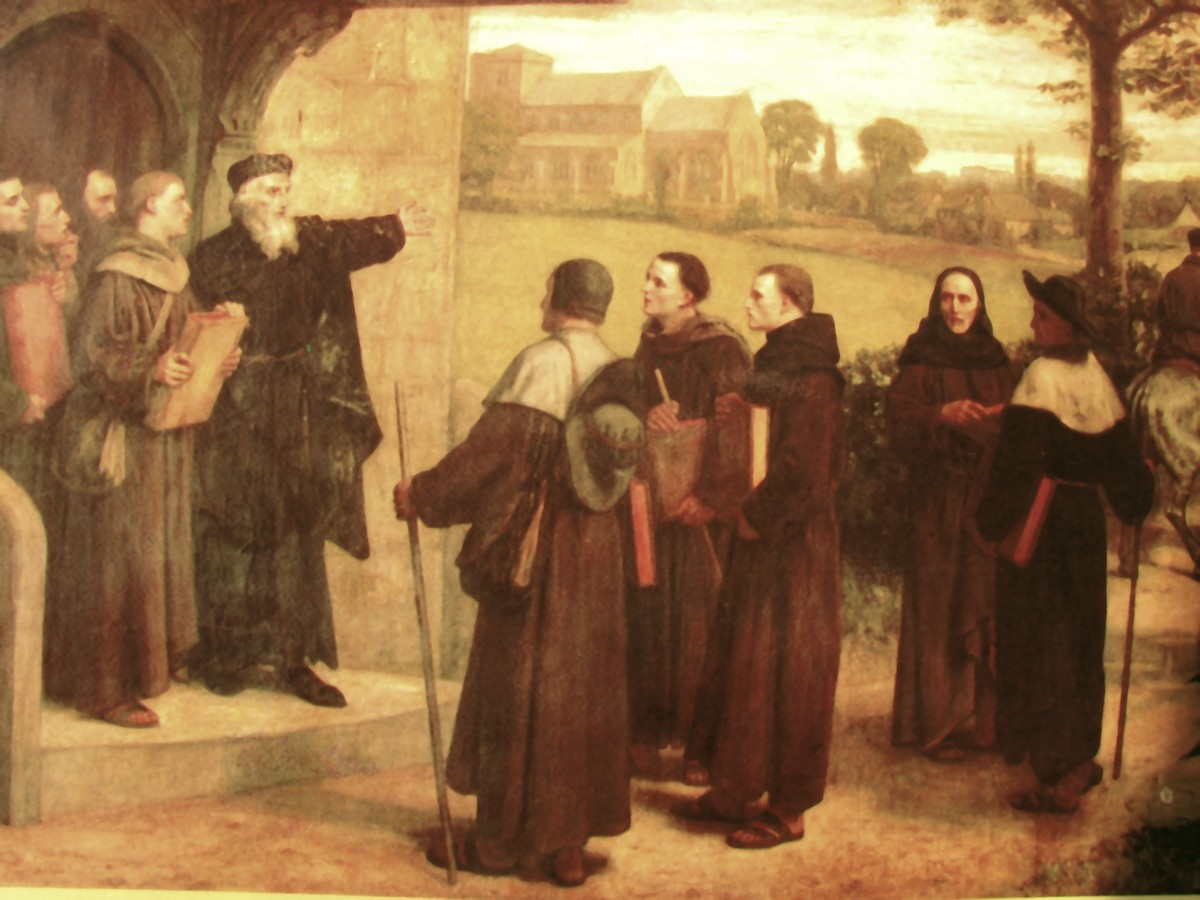
William Frederick Yeames, Wyclif donant «The Poor Priests», la seva traducció de la Bíblia

El 1374 el seu nom apareix en segon lloc, després d'un bisbe, en una comissió que el govern anglès va enviar a Bruges per discutir amb els representants de Gregori XI una sèrie de punts en disputa entre el rei i el papa. Ja no estava satisfet amb la seva càtedra com a mitjà per propagar les seves idees, i poc després del seu retorn de Bruges va començar a expressar-les en fulls i obres més llargues. En un llibre sobre el govern de Déu i els Deu manaments, va atacar la regla temporal del clergat, la col·lecció d'annats, les indulgències i la simonia.
Va entrar a la política de l'època amb la seva gran obra De civili dominio (Sobre el domini civil), que va treure arguments de les obres de Richard FitzRalph. Això va demanar la desinversió reial de tots els béns de l'església. Les seves idees sobre el senyoriu i la riquesa de l'església van provocar la seva primera condemna oficial l'any 1377 pel papa Gregori XI, que va censurar 19 articles. Wycliffe va argumentar que l'Església havia caigut en el pecat i que, per tant, havia de renunciar a totes les seves propietats i que el clergat havia de viure en completa pobresa. La tendència dels alts càrrecs de l'estat a ser ocupats per clergues va ser sentida per molts dels nobles, com el corredor de poder de la rebotiga de Joan de Gant, que hauria tingut les seves pròpies raons per oposar-se a la riquesa i el poder del clergat, ja que va desafiar els fonaments del seu poder.

### Conflicte amb l'Església
Wycliffe va ser citat davant William Courtenay, bisbe de Londres, el 19 de febrer de 1377. Es desconeixen els càrrecs exactes, ja que l'assumpte no va arribar fins a un examen definitiu. Lechler suggereix que Wycliffe va ser l'objectiu dels oponents de Joan de Gaunt entre els nobles i la jerarquia de l'església. Gaunt, el comte mariscal Henry Percy i una sèrie d'altres partidaris van acompanyar Wycliffe. Una multitud es va reunir a l'església, i a l'entrada, les animositats del partit van començar a mostrar-se, especialment en un intercanvi enutjat entre el bisbe i els protectors de Wycliffe. Gaunt va declarar que humiliaria l'orgull del clergat anglès i els seus partidaris, deixant entreveure la intenció de secularitzar les possessions de l'Església. L'assemblea es va trencar i Gaunt i els seus partidaris van marxar amb el seu protegit.
La majoria del clergat anglès es va irritar per aquesta trobada i van començar els atacs a Wycliffe. Els llibres segon i tercer de la seva obra que tracten sobre el govern civil porten una aguda polèmica. El 22 de maig de 1377 el Papa Gregori XI va enviar cinc còpies d'una butlla contra Wycliffe, enviant-ne una a l'arquebisbe de Canterbury, i les altres al bisbe de Londres, el rei Eduard III, el canceller i la universitat; entre els escrits hi havia 18 tesis seves, que van ser denunciades com a errònies i perilloses per a l'Església i l'Estat. Stephen Lahey suggereix que l'acció de Gregory contra Wycliffe va ser un intent de pressionar al rei Eduard perquè fes les paus amb França. Eduard III va morir el 21 de juny de 1377, i la butlla contra Wycliffe no va arribar a Anglaterra abans de desembre. Es va demanar a Wycliffe que donés la seva opinió al consell del rei sobre si era lícit retenir els pagaments tradicionals a Roma, i ell va respondre que sí.
De tornada a Oxford, el vicecanceller va confinar Wycliffe durant un temps a Black Hall, però els seus amics aviat van aconseguir el seu alliberament. El març de 1378, va ser citat per comparèixer al palau de Lambeth per defensar-se. No obstant això, Sir Lewis Clifford va entrar a la capella i en nom de la reina mare (Joan de Kent), va prohibir als bisbes procedir a una sentència definitiva sobre la conducta o les opinions de Wycliffe. Els bisbes, que estaven dividits, es van conformar amb prohibir-li parlar més sobre la polèmica. Wycliffe va escriure llavors el seu De incarcerandis fedelibus, en el qual exigia que fos legal que els excomunicats apel·lessin al rei i al seu consell contra l'excomunió; en aquest escrit exposava tot el cas, de tal manera que fos entès pels laics. Va escriure les seves 33 conclusions en llatí i anglès. Les masses, part de la noblesa, i el seu antic protector, Joan de Gaunt, es van aplegar a ell. Abans que es poguessin fer més passos a Roma, Gregori XI va morir el 1378.
Els atacs contra el papa Gregori XI es van fer cada cop més extrems. La posició de Wycliffe sobre l'ideal de pobresa es va fer contínuament més ferma, així com la seva posició respecte al govern temporal del clergat. Molt relacionat amb aquesta actitud va estar el seu llibre De officio regis, el contingut del qual es va prefigurar en les seves 33 conclusions. Aquest llibre, com els que van precedir i els van seguir, es va ocupar de la reforma de l'Església, en la qual el braç temporal havia de tenir una part influent.
A partir de 1380, Wycliffe es va dedicar als escrits que argumentaven el seu rebuig a la transsubstanciació, i va criticar durament els frares que li donaven suport.

### Sínode anti-Wycliffe
L'estiu de 1381 Wycliffe va formular la seva doctrina de la Cena del Senyor en dotze frases curtes, i va fer un deure de defensar-la a tot arreu. Aleshores la jerarquia anglesa va procedir contra ell. El canceller de la Universitat d'Oxford va fer declarar herètiques algunes de les declaracions. Quan això es va anunciar a Wycliffe, va declarar que ningú podia canviar les seves conviccions. Aleshores va apel·lar, no al papa ni a les autoritats eclesiàstiques del país, sinó al rei. Va publicar la seva gran confessió sobre el tema i també un segon escrit en anglès destinat a la gent comuna.
Mentre Wycliffe limitava els seus atacs als abusos i a la riquesa de l'Església, podia comptar amb el suport d'una part del clergat i de l'aristocràcia, però un cop descartada la doctrina tradicional de la transsubstanciació, les seves tesis no podien ser més defensades. Aquesta visió li va costar el suport de Joan de Gaunt i molts altres.
Enmig d'això va arribar la Revolta dels Pagesos de 1381. La revolta va ser provocada en part per la predicació de Wycliffe portada a tot el regne per «sacerdots pobres» nomenats per Wycliffe (la majoria laics). Els predicadors no limitaven les seves crítiques a l'acumulació de riquesa i propietats a la dels monestirs, sinó que van incloure també propietats seculars pertanyents a la noblesa. Encara que Wycliffe va desaprovar la revolta, uns quants dels seus deixebles van justificar l'assassinat de Simon Sudbury, arquebisbe de Canterbury. El 1382 l'antic enemic de Wycliffe, William Courtenay, ara arquebisbe de Canterbury, va convocar una assemblea eclesiàstica de notables a Londres. Durant les consultes del 21 de maig es va produir un terratrèmol; els participants estaven aterrits i volien trencar l'assemblea, però Courtenay va declarar el terratrèmol un signe favorable que significava la purificació de la terra d'una doctrina errònia, i el resultat del «Sínode del Terratrèmol» estava assegurat.
De les 24 proposicions atribuïdes a Wycliffe sense esmentar el seu nom, deu van ser declarades herètiques i catorze errònies. El primer feia referència a la transformació en el sagrament, el segon a qüestions d'ordre i institucions eclesiàstiques. A partir d'aquell moment estava prohibit mantenir aquestes opinions o avançar-les en sermons o discussions acadèmiques. Totes les persones que no complissin aquesta ordre havien de ser objecte de processament. Per aconseguir-ho era necessària l'ajuda de l'Estat; però els Comuns van rebutjar el projecte de llei. El rei, però, va fer emetre un decret que permetia la detenció dels equivocats.
La ciutadella del moviment reformatori va ser Oxford, on hi havia els ajudants més actius de Wycliffe; aquests van ser prohibits i cridats a retractar-se, i Nicolau d'Hereford va anar a Roma per apel·lar.
El 17 de novembre de 1382, Wycliffe va ser convocat davant un sínode a Oxford. Encara va aconseguir el favor de la cort i del Parlament, als quals va dirigir un memorial. Aleshores no va ser ni excomunicat, ni privat de la seva vida.
Wycliffe pretenia eliminar la jerarquia existent i substituir-la pels «sacerdots pobres» que vivien en la pobresa, no estaven lligats a cap vot, no havien rebut cap consagració formal i predicaven l'Evangeli al poble. Els predicadors itinerants van difondre els ensenyaments de Wycliffe. La butlla de Gregori XI els imprimia el nom de Lollards, pensat com un epítet oprobio, però esdevingué, per a ells, un nom d'honor. Fins i tot a l'època de Wycliffe els «Lollards» havien arribat a cercles amplis a Anglaterra i predicaven «la llei de Déu, sense la qual ningú podria estar justificat».

### Mort i declaració pòstuma d'heretgia

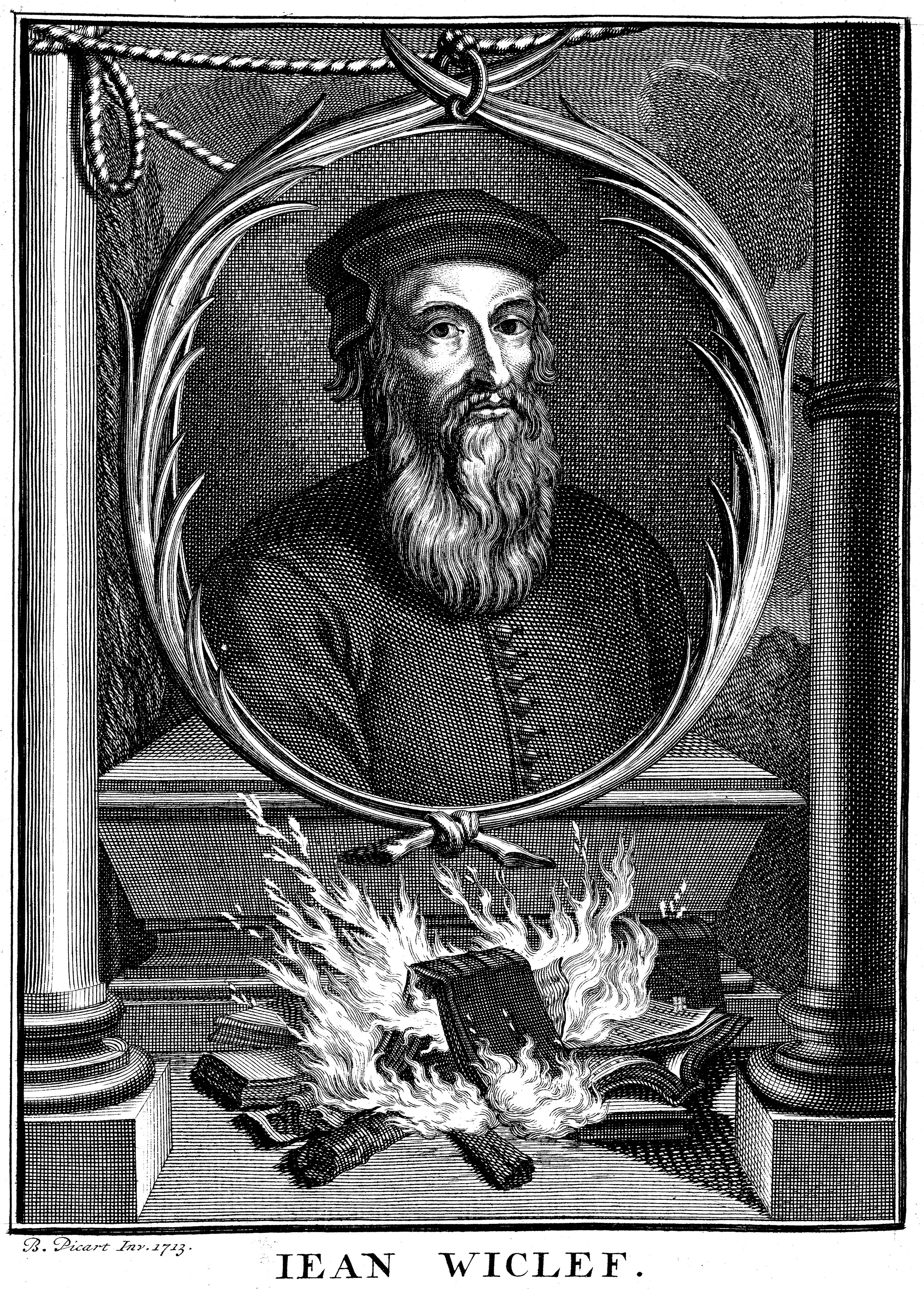
Retrat de John Wycliffe de Bernard Picart, que mostra la crema de les seves obres (1714)

En els anys anteriors a la seva mort el 1384, va defensar cada cop més les Escriptures com el centre autoritzat del cristianisme, que les afirmacions del papat eren antihistòriques, que el monaquisme era irremeiablement corrupte i que la indignitat moral dels sacerdots invalidava el seu ofici i els seus sagraments.
Wycliffe va tornar a Lutterworth, i va enviar tractats contra els monjos i Urbà VI, ja que aquest últim, contràriament a les esperances de Wycliffe, no havia resultat ser un papa reformador. Els èxits literaris dels últims dies de Wycliffe, com el Trialogus, es troben al cim del coneixement de la seva època. La seva darrera obra, l’Opus evangelicum, l'última part del qual va anomenar d'una manera característica «De l'Anticrist», va romandre inacabada. Mentre feia missa a l'església parroquial el dia dels Sants Innocents, el 28 de desembre de 1384, va patir un ictus i va morir pocs dies després.
L'Estatut Anti-Wycliff de 1401 va estendre la persecució als seguidors restants de Wycliffe. Les «Constitucions d'Oxford» de 1408 pretenien reclamar l'autoritat en tots els assumptes eclesiàstics, i van citar específicament John Wycliffe ja que prohibia certs escrits, i assenyalaven que la traducció de l'Escriptura a l'anglès per part de laics sense llicència era un delicte castigat amb càrrecs d'heretgia.

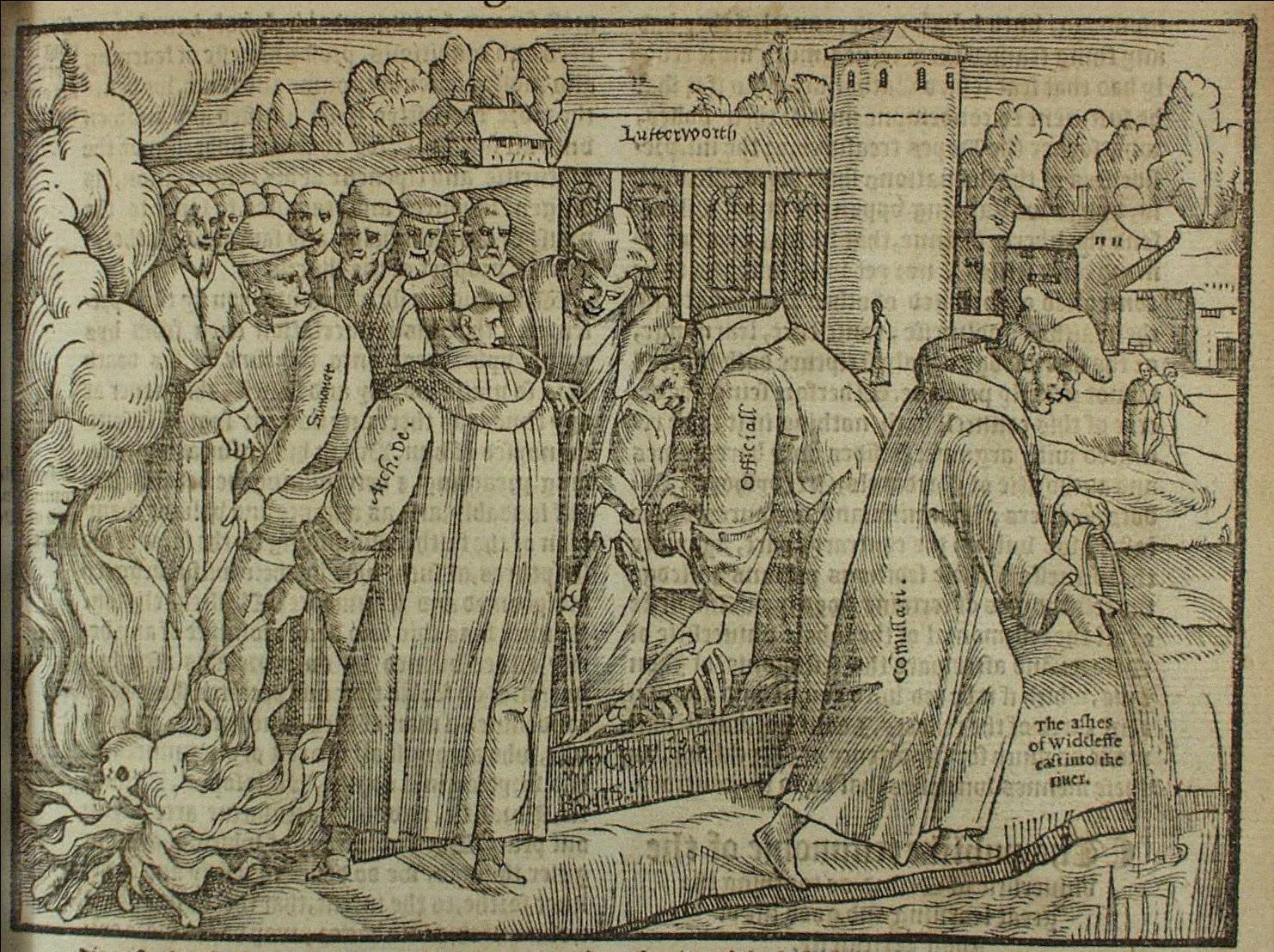
Cremant els ossos de Wycliffe, del Llibre dels màrtirs de Foxe (1563)

El Concili de Constança va declarar Wycliffe heretge el 4 de maig de 1415 i va prohibir els seus escrits, excomunicant-lo de manera retroactiva i convertint-lo en un primer precursor del protestantisme. El Consell va decretar que les obres de Wycliffe havien de ser cremades i les seves restes corporals retirades del terreny consagrat. Aquesta ordre, confirmada pel papa Martí V, es va dur a terme l'any 1428. El cadàver de Wycliffe va ser exhumat i cremat i les cendres es van llançar al riu Swift, que travessa Lutterworth.
Cap dels contemporanis de Wycliffe va deixar una imatge completa de la seva persona, la seva vida i les seves activitats. Les pintures que representen Wycliffe són d'un període posterior. A The Testimony of William Thorpe (1407), Wycliffe sembla desgastat i físicament dèbil. Thorpe diu que Wycliffe era de caminar sense problemes a la vida, i estimat afectuosament per persones de rang, que sovint es van relacionar amb ell, van treure les seves paraules i s'hi van aferrar. «De fet, no m'apropo a ningú més a prop que a ell, el més savi i beneït de tots els homes que he trobat mai».
Thomas Netter estimava molt a John Kynyngham perquè «es va oferir amb tanta valentia al discurs mordaç de l'herètic i a les paraules que punyien com si no fossin la religió de Crist». Però aquest exemple de Netter no està ben escollit, ja que el to de Wycliffe cap a Kynyngham és el d'un jove cap a un ancià a qui es respecta, i va tractar els altres oponents de manera similar.

## Obres

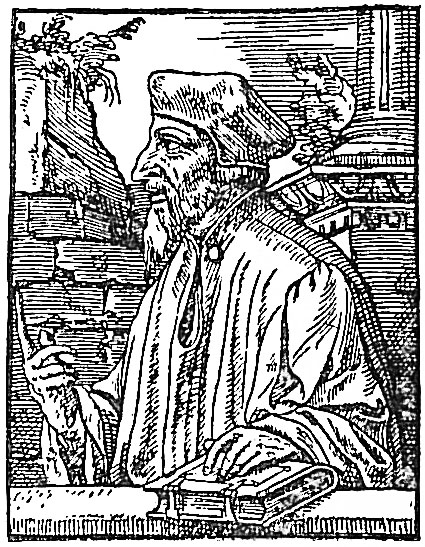
John Wycliffe retratat a Scriptor Majoris Britanniæ de Bale 1548.

D'acord amb la creença de Wycliffe que les escriptures eren l'única guia fiable de la veritat sobre Déu, es va involucrar en els esforços per traduir la Bíblia a l'anglès. Tot i que Wycliffe està acreditat, no és possible definir exactament la seva part en la traducció, que es basava en la Vulgata. No hi ha dubte que va ser una iniciativa seva, i que l'èxit del projecte es va deure al seu lideratge. D'ell ve la traducció del Nou Testament, que era més suau, més clara i més llegible que la traducció de l'Antic Testament del seu amic Nicolau d'Hereford. El conjunt va ser revisat pel jove contemporani de Wycliffe, John Purvey, el 1388.
Encara existeixen uns 150 manuscrits, complets o parcials, que contenen la traducció en la seva forma revisada. A partir d'això, es pot deduir fàcilment la difusió que va tenir al segle XV. Per aquesta raó els Wycliffites a Anglaterra eren sovint designats pels seus oponents com «homes de la Bíblia».
Les altres obres de Wycliffe són:
- L'última edat de l'Església (1356)
- De Logica (1360)
- De Universalibus (1368)
- De Dominio Divino (1373)
- De Mandatis Divinis (1375)
- De Statu Innocencie (1376)
- De Civili Dominio (1377)
- Responso (1377)
- De Ecclesia (1379)
- De veritate sacrae scripturae (1378)
- A la Pastoral 1378
- De apostasia (1379)
- De Eucharistia (1379)
- Objeccions als frares (1380)
- L'última edat del papa (1381)

## Doctrines

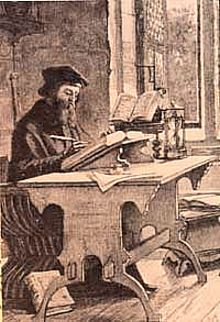
John Wycliffe treballant al seu estudi

Wycliffe havia arribat a considerar les escriptures com l'única guia fiable de la veritat sobre Déu i va sostenir que tots els cristians haurien de confiar en la Bíblia més que en els ensenyaments dels papes i clergues. Va dir que no hi havia cap justificació bíblica per al papat.
Teològicament, la seva predicació expressava una forta creença en la predestinació que li va permetre declarar una « església invisible dels elegits », formada per aquells predestinats a ser salvats, més que no pas en l'Església catòlica «visible». Per a Wycliffe, l'Església era la totalitat dels que estan predestinats a la felicitat. Ningú que està eternament perdut hi participa. Hi ha una Església universal, i fora d'ella no hi ha salvació.
Els seus primers tractats i obres més grans de contingut eclesiàstic-polític defensaven els privilegis de l'Estat. El 1379 en el seu De ecclesia, Wycliffe va reivindicar clarament la supremacia del rei sobre el sacerdoci. També va rebutjar la venda d'indulgències.
En la mesura que les seves polèmiques coincideixen amb les dels anteriors antagonistes del papat, és just suposar que no els ignorava i que se'ls va influir. Va ser Wycliffe qui va reconèixer i va formular un dels dos principis formals principals de la Reforma: l'autoritat única de la Bíblia per a la creença i la vida del cristià.

### Atac al monaquisme
La batalla contra el que considerava un papat imperialitzat i els seus partidaris, les «sectes», com ell anomenava els ordes monàstics, ocupa un gran espai no només en les seves obres posteriors, com el Trialogus, Dialogus, Opus evangelicum i en els seus sermons, però també en una sèrie de tractats esmolats i produccions polèmiques en llatí i anglès (dels quals els emesos en els seus darrers anys s'han recollit com a «Escrits polèmics»).
En les Objeccions als frares de 1380, anomena els monjos les plagues de la societat, els enemics de la religió i els patrons i promotors de tots els crims. Va dirigir les seves crítiques més contundents contra els frares, la predicació dels quals no considerava ni bíblica ni sincera, sinó motivada pel «guany temporal». Mentre que d'altres es conformaven amb buscar la reforma d'errors i abusos particulars, Wycliffe va buscar ni més ni menys que l'extinció de la mateixa institució, ja que era repugnant a les Escriptures i incompatible amb l'ordre i la prosperitat de l'Església. Va propugnar la dissolució dels monestirs.

### Mirades sobre el papat
Rudolph Buddensieg troba dos aspectes diferents en l'obra de Wycliffe. El primer, del 1366 al 1378, reflecteix una lluita política amb Roma, mentre que el 1378 al 1384 és més una lluita religiosa. En cada Wycliffe té dos enfocaments: ataca tant el papat i les seves institucions, com també la doctrina catòlica romana.
La influència de Wycliffe mai va ser més gran que en el moment en què el papa i l'antipapa van enviar els seus ambaixadors a Anglaterra per obtenir el seu reconeixement. El 1378, en presència dels ambaixadors, va pronunciar davant el Parlament un dictamen que mostrava, en una qüestió política eclesiàstica important (la qüestió del dret d'asil a l'Abadia de Westminster), una posició que era del gust de l'Estat. Va argumentar que els criminals que havien pres santuari a les esglésies podrien ser legalment arrossegats fora del santuari.
Els llibres i tractats dels últims sis anys de Wycliffe són atacs continus contra el papat i tota la jerarquia del seu temps. Cada any se centren més i més, i al final, el papa i l'Anticrist li semblen conceptes pràcticament equivalents. No obstant això, hi ha passatges de to moderat: GV Lechler identifica tres etapes en les relacions de Wycliffe amb el papat. El primer pas, que el va portar a l'esclat del Cisma, comporta un reconeixement moderat de la primacia papal; el segon, que el va portar al 1381, està marcat per un allunyament del papat; i el tercer el mostra en aguda competició.

### Posicions bàsiques en filosofia
Wycliffe va ser un destacat teòleg i filòsof escolàstic anglès de la segona meitat del segle XIV. Es va guanyar la seva gran reputació com a filòsof ben aviat. Henry Knighton diu que en filosofia i en disciplina escolàstica era incomparable. Hi va haver un període de la seva vida en què es va dedicar exclusivament a la filosofia escolàstica. El seu primer llibre, De Logica (1360), explora els fonaments de la teologia escolàstica. Creia que «s'hauria d'estudiar la lògica per entendre millor la ment humana perquè... els pensaments, els sentiments i les accions humans porten la imatge i semblança de Déu».
El centre del sistema filosòfic de Wycliffe està format per la doctrina de l'existència prèvia en el pensament de Déu de totes les coses i esdeveniments. Mentre que el realisme platònic consideraria «la bellesa» com una propietat que existeix en una forma ideal independentment de qualsevol ment o cosa, «per a Wycliffe, tot universal, com a part de la creació, va derivar la seva existència de Déu, el Creador». Wycliffe va ser un seguidor proper d'Agustí, i sempre va mantenir la primacia del Creador sobre la realitat creada.
Un segon punt clau de Wycliffe és el seu èmfasi en la noció de Senyoria diví, explorada a De dominio Divino (c. 1373), que examina la relació entre Déu i les seves criatures. L'aplicació pràctica d'això per a Wycliffe es va veure en l'actitud rebel dels individus (particulars) cap a l'autoritat legítima (universals). A De civili dominio discuteix la circumstància adequada en què una entitat pot ser vista com a posseïdor d'autoritat sobre subjectes menors. El domini sempre és conferit per Déu. «Més enllà de qualsevol dubte, l'error intel·lectual i emocional sobre els universals és la causa de tot el pecat que regna al món». En uns quants dels seus ensenyaments, com en De annihilatione, es pot detectar la influència de Tomàs d'Aquino.
Va dir que Demòcrit, Plató, Agustí i Grosseteste van superar amb escreix Aristòtil. Pel que fa a les seves relacions amb els filòsofs de l'edat mitjana, va mantenir el realisme en oposició al nominalisme avançat per Guillem d'Occam.
Al segle xx, el filòsof i teòleg reformat Cornelius Van Til va tirar endavant diverses idees de Wycliffe.

### Actitud davant l'especulació
El principi fonamental de Wycliffe de la preexistència en el pensament de tota la realitat comporta l'obstacle més greu a la llibertat de la voluntat; el filòsof només podia ajudar-se amb la fórmula que el lliure albir de l'home era quelcom predeterminat de Déu. Va exigir un estricte entrenament dialèctic com a mitjà per distingir el veritable del fals, i va afirmar que la lògica (o el sil·logisme) va afavorir el coneixement de les veritats catòliques; la ignorància de la lògica va ser la raó per la qual els homes no van entendre l'Escriptura, ja que els homes van passar per alt la connexió, la distinció entre idea i aparença.
Wycliffe no només era conscient de la distinció entre teologia i filosofia, sinó que el seu sentit de la realitat el va portar a passar per qüestions escolàstiques. Va deixar de banda les discussions filosòfiques que semblaven no tenir cap significat per a la consciència religiosa i les que pertanyien exclusivament a l'Escolàstica: «Ens preocupem de les veritats que són, i deixem de banda els errors que sorgeixen de l'especulació sobre qüestions que no ho són».

### Sagraments
John Wycliffe va rebutjar la transsubstanciació juntament amb el sagrament de la confessió, dient que anava en contra de les Escriptures. Wycliffe va ser atacat com a donatista, però l'afirmació era una idea errònia, potser utilitzada per desacreditar les seves opinions sobre l'Eucaristia.

### Soteriologia
Wycliffe sembla haver tingut idees de justificació similars a les que tindrien els reformadors posteriors. Segons Wycliffe, la fe era suficient per a la salvació:
| «                 | Confia plenament en Crist; confiar totalment en els seus sofriments; compte de buscar ser justificat d'una altra manera que no sigui per la seva justícia. La fe en el nostre Senyor Jesucrist és suficient per a la salvació. | » |
| — — John Wycliffe | |   |

## Llegat

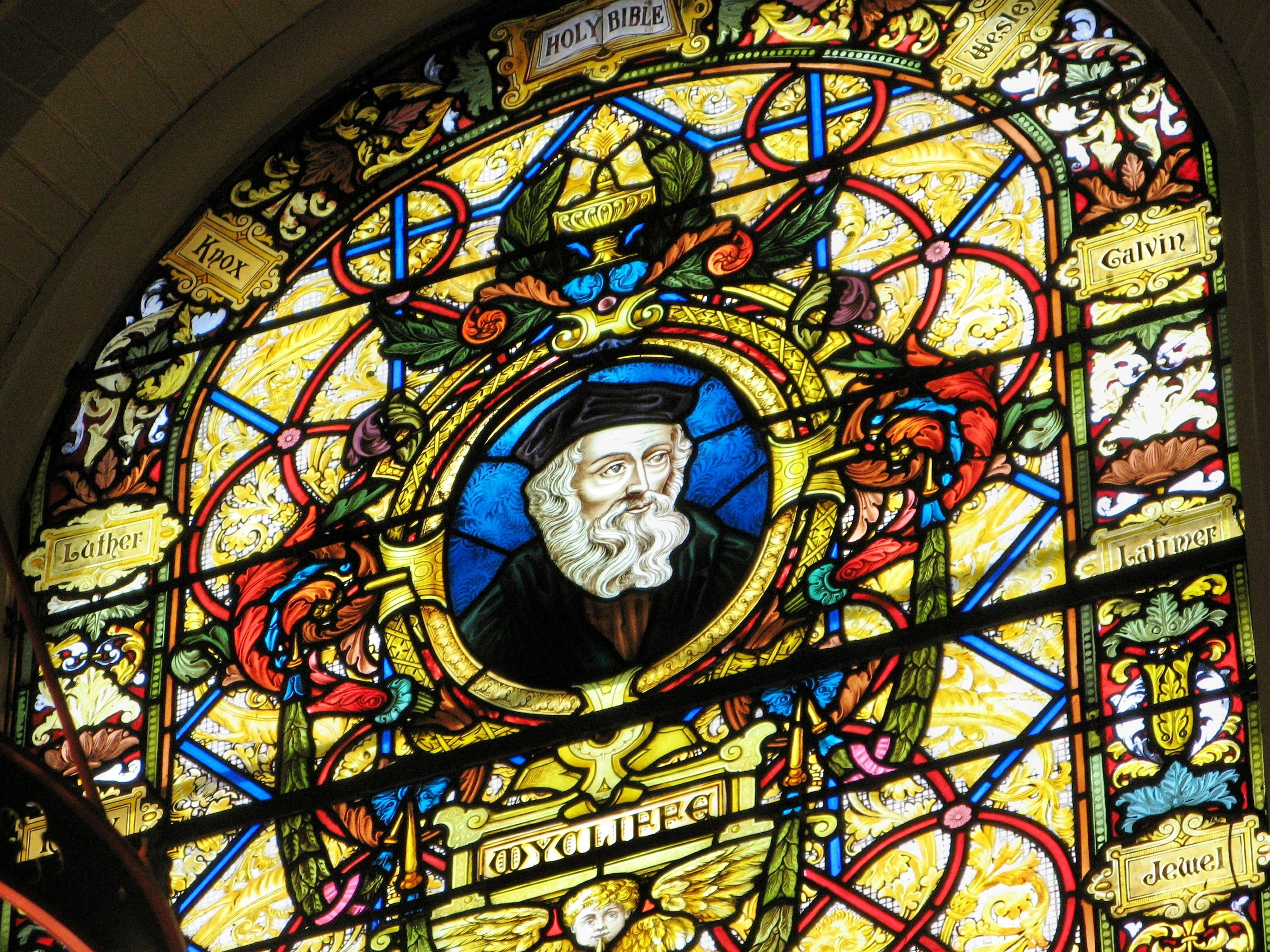
Un vitrall de la capella del Wycliffe College, Toronto

Wycliffe va ser fonamental en el desenvolupament d'una traducció de la Bíblia a l'anglès, fent-la accessible per als laics. També va tenir una forta influència en Jan Hus. Diverses institucions porten el seu nom:
- Wycliffe Bible Translators, una aliança d'organitzacions amb l'objectiu comú de traduir la Bíblia per a tots els grups lingüístics que ho necessitin.
- Wycliffe Hall, Oxford, un dels col·legis teològics evangèlics designats per l'Església d'Anglaterra.
- Wycliffe College, Toronto, una escola teològica de postgrau federada amb la Universitat de Toronto.
- Wycliffe College, Gloucestershire, un internat i un internat anglès independent.

Wycliffe és honrat amb una commemoració a l'Església d'Anglaterra el 31 de desembre i en l’església anglicana del Canadà.,